# 1901 au théâtre
| Années du théâtre : 1898 - 1899 - 1900 - 1901 - 1902 - 1903 - 1904    |
| Décennies du théâtre : 1870 - 1880 - 1890 - 1900 - 1910 - 1920 - 1930 |

Cet article présente les faits marquants de l'année 1901 au théâtre.

## Événements
- Inauguration de la Comédie Caumartin, à Paris.

## Pièces de théâtre publiées
- Eugène Brieux, Les Avariés [archive], pièce en 3 actes qui traite du thème, teinté de scandale à l'époque, de la syphilis.

## Pièces de théâtre représentées
- 26 janvier : Les Rouges et les Blancs de Georges Ohnet, drame historique joué Théâtre de la Porte-Saint-Martin
- 31 janvier : Les Trois Sœurs d'Anton Tchekhov, Théâtre d'art de Moscou, mise en scène Constantin Stanislavski
- 9 mai : Le Roi Candaule d'André Gide
- 24 octobre : L'Affaire Mathieu, pièce en 3 actes de Tristan Bernard, Théâtre du Palais-Royal
- 5 novembre : L'Énigme de Paul Hervieu, Comédie-Française
- 26 novembre : Les Balances de Georges Courteline
- 9 décembre : Francesca da Rimini de Gabriele D'Annunzio, à Rome, avec Eleonora Duse
- 19 décembre : Peer Gynt d'Henrik Ibsen, mise en scène Aurélien Lugné-Poe